# Mariana Cincunegui
Mariana Cincunegui es una profesora, artista y cantautora argentina.

## Carrera
Es la fundadora y propietaria del "Taller Experimental de Música para chicos", dedicado a explorar el lado artístico de los niños a través de la música, literatura, artes plásticas, el movimiento y la tecnología. Participó en el “Encuentro de la Canción Infantil Latinoamericano y del Caribe” en Venezuela, México y Colombia; y ha actuado en el festival de Amnistía Internacional en las provincias de Buenos Aires y Chaco, y en el Festival Nacional de la Canción Infantil en Bogotá.

## Discografía

### Junto aEl Jardin de la Esquina
- 1991 - Piojos y piojitos[6]
- 2004 - Piojos y piojitos 2 (30.000 copias vendidas)[7]

### ConMariana y los Pandiya
- 2001 - Hoy es mañana (EP)[8]
- 2002 - Los Pandiya[9]

### Junto conAlasmandalas
- 2009 - Alasmandalas: música para volar y pintar [10]